# Dayana Valenzuela
Dayana Valenzuela (Callao, 1990) es una peluquera, modelo y reina de belleza peruana.

## Biografía
Valenzuela participó en concursos de belleza como Miss Vale Todo Internacional, Miss Playa Callao 2010 y Miss Perú Gay.
En 2015 participó en Miss International Queen obteniendo el premio especial Miss Friendly Air Asia.
En 2017 fue anunciada su precandidatura en Miss Perú Universo, pero debido a que los datos de su documento nacional de identidad no se correspondían con su identidad de género hubo problemas con su inscripción en el concurso. El certamen de belleza permite la participación de mujeres trans, pero que hayan sido reconocidas legalmente. Finalmente no pudo ser parte de las candidatas al no ser atendida su solicitud en la Corte Superior del Callao.
Tras alejarse de los concursos de belleza, inició su carrera como modelo y maquilladora profesional.